# Robert Dussart
Pour les articles homonymes, voir Dussart.
 (août 2021).
Robert Dussart est un syndicaliste et un homme politique belge, né à Marchienne-au-Pont le 25 novembre 1921 et mort à Charleroi le 16 juillet 2011. Il est l’emblématique meneur syndical des ACEC de Charleroi (1957-1986) et le président francophone du PCB (1986-1990).

## Biographie
Dussart grandit dans un coron de Dampremy (Charleroi) et fréquente la Maison du peuple, La Vigilance. Fils de mineurs, il est très affecté par la grève de 1932 au cours de laquelle son père est exclu du POB. Il travaille dès ses 14 ans et entre en 1936 aux ACEC de Charleroi. C’est le fleuron de l’industrie électromécanique belge : 10 000 ouvriers y sont employés, sans parler des travailleurs de ses autres usines à Herstal, Gand et Ruysbroeck. En 1940, il s’exile d’abord au sud de la France puis reprend son poste à Charleroi. En 1943, il se joint à une grève contre le STO instauré par les autorités collaborationnistes à la demande de l'occupant nazi. Il est déporté à Leipzig et y restera jusqu’en 1945. Ce n’est qu’en 1951 qu’il s’engage politiquement (au Parti communiste de Belgique, le PCB) et syndicalement, en rejoignant la délégation ouvrière. Particulièrement combative, la FGTB des ACEC est menée par Auguste Wéry, un ouvrier qui a créé en 1943 la cellule communiste de l’usine. Cette section du PCB est très active, dans des grèves sectorielles ou lors de la Question royale (1950). Dussart se démarque en 1954 à partir d’une grève très dure aux ACEC et du congrès de Vilvorde. Jusqu’en 1960, il prend peu à peu la succession d’Auguste Wéry à la tête de la délégation syndicale et de la cellule communiste. Il est élu cette année-là au Comité central du PCB.
Lors de l’automne 1960, le projet de Loi unique du gouvernement Eyskens soulève la colère du prolétariat. Toutefois, la CSC refuse de se dissocier du Premier ministre catholique. Quant à la FGTB, le grand syndicat socialiste est divisé. Le 16 décembre, son comité national repousse à une très légère majorité la proposition d’une grève générale. La CGSP, en tête du combat contre la Loi unique, choisit tout de même de débrayer le 20 décembre. Le PCB décide d’appuyer ce mouvement en bloquant ce jour-là toutes les entreprises privées où il y a des syndicalistes communistes bien établis. C’est ainsi que la métallurgie de Liège, le port d’Anvers et les ACEC de Charleroi font basculer le pays dans la grève en se joignant aux services publics le 20 décembre. Dans les jours qui suivent, les structures syndicales sont dépassées par leur base et doivent reconnaître la grève. L’action de Dussart à partir des ACEC-Charleroi est particulièrement efficace dans la propagation du mouvement au Pays Noir. Tout au long de la grève, la grande usine carolorégienne est le moteur de la lutte au sein du bassin industriel. Ce sera d’ailleurs l’une des dernières entreprises à reprendre le travail, le 23 janvier 1961.
Quelques mois plus tard, Dussart est accusé de vandalisme durant la grève et est licencié des ACEC. Mais il est réintégré grâce à la ferme réaction syndicale et à son acquittement judiciaire. Son rôle de meneur dans la grève et l’échec de son licenciement renforcent sa position syndicale et politique. Sous sa conduite, la cellule communiste des ACEC croît jusqu’à 250 membres dans les années soixante. Cette popularité est singulière au regard du poids électoral modeste du PCB et de son implantation dans l’industrie belge, jusqu’alors réduite aux charbonnages moribonds et aux services publics. Ce regain est dû à l’aura de Dussart et de l’activisme de ses camarades au cœur du syndicat, de la ligue pacifiste (Union belge pour la défense de la paix), d’un journal social-chrétien de gauche (Le Travailleur) et dans le mouvement wallon. Le MPW apparaît d’abord comme le prolongement politique de la grève de 60-61 et comme une dissidence du tout-puissant Parti socialiste. Dussart en devient une figure de proue à Charleroi, à l’initiative de son parti, sans toutefois se convertir réellement au régionalisme. Dussart subit en 1970 un lourd traitement contre le cancer des cordes vocales et s’exprimera par la suite avec la voix éraillée qui le caractérisera.
1971 est une année charnière pour Dussart. Il rejoint le Comité exécutif de la fédération des métallurgistes FGTB-Charleroi, qui lui était jusqu’alors interdit par Arthur Gailly. Il est élu au Bureau politique du PCB et devient le directeur politique de journal, Le Drapeau rouge, jusqu’en 1974. De 1975 à 1977, il mène avec succès le premier grand combat syndical contre la dislocation des ACEC, bien que ne parvenant pas à obtenir la nationalisation de la firme. De 1977 à 1981, il siège au Sénat. Il se présente aussi à la présidence de la FGTB-Charleroi, mais y échoue. En 1979, il organise aux ACEC une grève pionnière pour les 36 heures par semaine. L’usine de Charleroi est bloquée durant treize semaines, c’est la plus longue grève des ACEC. Les ouvriers tiennent bon et finissent par l’emporter : ils passent en quelques mois de 40 heures à 36 heures par semaine. C’est alors une victoire sans commune mesure en Europe occidentale.
Dussart mène encore la « guérilla sociale » aux ACEC en 1982, mais l’entreprise est à nouveau menacée de démantèlement. La crise s’amorce en 1983-1984. Les ACEC attendront le départ à la retraite de Dussart en juin 1986 pour commencer les vagues de licenciements massifs. Les ACEC se dilueront jusqu’à perdre ses initiales en 1992. Dussart devient, lui, le président de l’aile francophone de son parti, alors en pleine décomposition. Le PCB a perdu ses derniers députés en 1985 et ne réunit plus que 5 000 membres, principalement wallons. Dussart tente de réformer un parti profondément divisé et embourbé dans ses contradictions internes. En 1990, Dussart opte pour la dissolution du PCB, encore amaigri, mais la majorité des derniers militants s’y refusent et l’éjectent de la présidence. Dussart se retire alors pour de bon. Il apportera par après son soutien à José Happart et à Ecolo, sans être ni socialiste ni régionaliste ni écologiste, et mourra en 2011, non sans inspirer fortement les métallurgistes carolorégiens de la MWB.
Sa biographie a été publiée à l’été 2021 : « Robert Dussart, une histoire ouvrière des ACEC de Charleroi » (éditions Aden). Son auteur, Adrian Thomas, est un historien spécialisé dans l’histoire syndicale et communiste. Il s’est basé sur les archives privées de Dussart, sur de nombreux témoignages et sur des fonds répartis dans huit centres d’archives.